# Nielse SV (9546)
Nielse SV is een Belgische voetbalclub uit Niel. De club is aangesloten bij de KBVB met stamnummer 9546 en heeft rood en geel als kleuren.

## Geschiedenis
In de loop van de 20ste eeuw speelde in Niel voetbalclub Nielse AC (stamnummer 415), later Nielse SV genoemd, dat meerdere seizoenen in de nationale reeksen speelde. Het stamnummer verdween in 2003, en sindsdien werd in Niel gevoetbald in de nieuwe club FC Apollo-Nielse (stamnummer 9446). Na onenigheid in het clubbestuur stapte bestuurslid Bart De Troetsel op, en richtte in 2010 een nieuwe club op, die bij de KBVB aansloot met stamnummer 9546. De nieuwe club kreeg de naam Nielse SV, verwijzend naar de historische naam van de vroegere club met stamnummer 415. Verschillende spelers en de trainer volgden hem naar de nieuwe club.
Nielse SV ging van start in de laagste reeksen, in Vierde Provinciale. In 2012 ging FC Apollo-Nielse failliet, en Nielse SV kon verhuizen naar de oude terreinen aan de Boomsestraat.
In 2015 behaalde de ploeg een 4de plek in de rangschikking met het daarbij horend eindrondeticket, dit mede door een reeks van 15 wedstrijden op rij zonder nederlaag. In die eindronde werd in de 1ste ronde SV Wildert uitgeschakeld na een thuisoverwinning (4-2) en een gelijkspel op verplaatsing (1-1). In de 2de ronde werd dit goede resultaat niet verder gezet: door 2 maal te verliezen tegen KFCM Hallaar greep de ploeg uit Niel naast de promotie naar 3de provinciale.
In 2022 kocht Nielse SV het stamnummer 3737 van SK Rapid Leest dat ermee ophield. Daardoor kon Nielse het seizoen 2022/23 aanvatten in 2e Provinciale.

## Resultaten
| Seizoen | Klasse | Klasse | Klasse | Klasse | Klasse | Klasse | Klasse | Klasse | Reeks                | Punten | Opmerkingen |
|         | I      | II     | III    | IV     | P.I    | P.II   | P.III  | P.IV   |                      |        | |
| ------- | ------ | ------ | ------ | ------ | ------ | ------ | ------ | ------ | -------------------- | ------ | --- |
| 2010/11 |        |        |        |        |        |        |        | 15     | Vierde Prov. Antw.   | 17     | |
| 2011/12 |        |        |        |        |        |        |        | 13     | Vierde Prov. Antw.   | 31     | |
| 2012/13 |        |        |        |        |        |        |        | 14     | Vierde Prov. Antw.   | 24     | |
| 2013/14 |        |        |        |        |        |        |        | 7      | Vierde Prov. Antw.   | 40     | |
| 2014/15 |        |        |        |        |        |        |        | 4      | Vierde Prov. Antw.   | 52     | In de eindronde voor promotie naar 3de provinciale werd SV Wildert uitgeschakeld (4-2 en 1-1) In de 2de ronde werd het zelf uitgeschakeld door KFCM Hallaar (3-2 en 1-2) |
| 2015/16 |        |        |        |        |        |        |        | 10     | Vierde Prov. Antw. B | 36     | |
| 2016/17 |        |        |        |        |        |        |        | 2      | Vierde Prov. Antw. C | 78     | |
| 2017/18 |        |        |        |        |        |        | 12     |        | Derde Prov. Antw. B  | 36     | |
| 2018/19 |        |        |        |        |        |        | 10     |        | Derde Prov. Antw. B  | 40     | |
| 2019/20 |        |        |        |        |        |        | 16     |        | Derde Prov. Antw. B  | 6      | |
| 2020/21 |        |        |        |        |        |        |        |        | Vierde Prov. Antw. C |        | Seizoen geschrapt door Covid-19 |
| 2021/22 |        |        |        |        |        |        |        | 3      | Vierde Prov. Antw. C | 67     | |
| 2022/23 |        |        |        |        |        | 16     |        |        | Tweede Prov. Antw. A | 6      | Via stamnummer 3737 van SK Rapid Leest. Degradatie. |
| 2023/24 |        |        |        |        |        |        | 16     |        | Derde Prov. Antw. A  | 18     | Degradatie |
| 2024/25 |        |        |        |        |        |        |        | 4      | Vierde Prov. Antw. A | 66     | Promotie via eindronde |
| 2025/26 |        |        |        |        |        |        |        |        | Derde Prov. Antw. A  |        | |